# Campiglossa media
Campiglossa media är en tvåvingeart som först beskrevs av Malloch 1938.  Campiglossa media ingår i släktet Campiglossa och familjen borrflugor. Inga underarter finns listade.